# Ворог коло брами
«Ворог коло брами» (англ. Enemy at the Gates) — воєнний фільм 2001 року режисера Жана-Жака Анно; сюжет розгортається під час Сталінградської битви в німецько-радянській війні. У ролях: Джозеф Файнс, Джуд Лоу, Рейчел Вайс, Боб Госкінс і Ед Гарріс.
Назва фільму взята з публіцистичної книги американського письменника Вільяма Крейга 1973 року «Ворог коло брами: Битва за Сталінград», у якій описуються події, пов'язані зі Сталінградською битвою 1942—1943 рр., за мотивами розповіді радянського снайпера Василя Зайцева.

## Сюжет
1942 рік, розпал Сталінградської битви. Німецьке командування направляє на передову свого найкращого стрільця, майора Ервіна Кеніга, з особливим завданням. Цей досвідчений і терплячий професіонал — єдиний, хто може впоратися з російським «янголом смерті» — невловним снайпером Василем Зайцевим.
Зайцев — легенда й ікона для захисників Сталінграда. Щодня він оголошує смертний вирок десяткам загарбників, що потрапили в його приціл. Між двома унікальними снайперами починається смертельний бій.

## Ролі
- Джуд Лоу — Василь Зайцев
- Джозеф Файнс — комісар Данилов
- Рейчел Вайс — Тетяна Чернова
- Боб Госкінс — Микита Хрущов
- Ед Гарріс — майор Ервін Кеніг
- Рон Перлман — Куліков
- Матіас Хабіч — Фрідріх Паулюс
- Том Влашига — солдат

## Критика
- Фільм розкритикували у Росії та Німеччині через занадто вільне трактування фактів, а також вигадані сюжет і деталі в зображеннях персонажів (зокрема, політрука Данилова та німецького снайпера Кеніга), відхід від історичних фактів.
- Деякі радянські ветерани Сталінграда були настільки ображені неточностями у фільмі і тим, як була зображена Червона Армія, що 7 травня 2001 року, незабаром після того, як пройшла прем'єра фільму в Росії, висловили своє невдоволення в Думі (російському парламенті), вимагаючи заборонити фільм. Проте їхнє прохання не задовольнили.